# Ollantaytambo
Ollantaytambo est une forteresse inca dont le nom signifie l'auberge d'Ollantay, du nom d'un guerrier. Elle fut le siège de combats acharnés entre Incas et Espagnols, Manco Inca s'y réfugiant pour tenter de fédérer la résistance inca après la chute de Cuzco.
Elle est située à 75 km au nord-ouest de Cuzco au Pérou, à 2 792 m d'altitude. Elle se trouve au point de jonction de la vallée de l'Urubamba et d'un ravin latéral sur la droite.

## Description

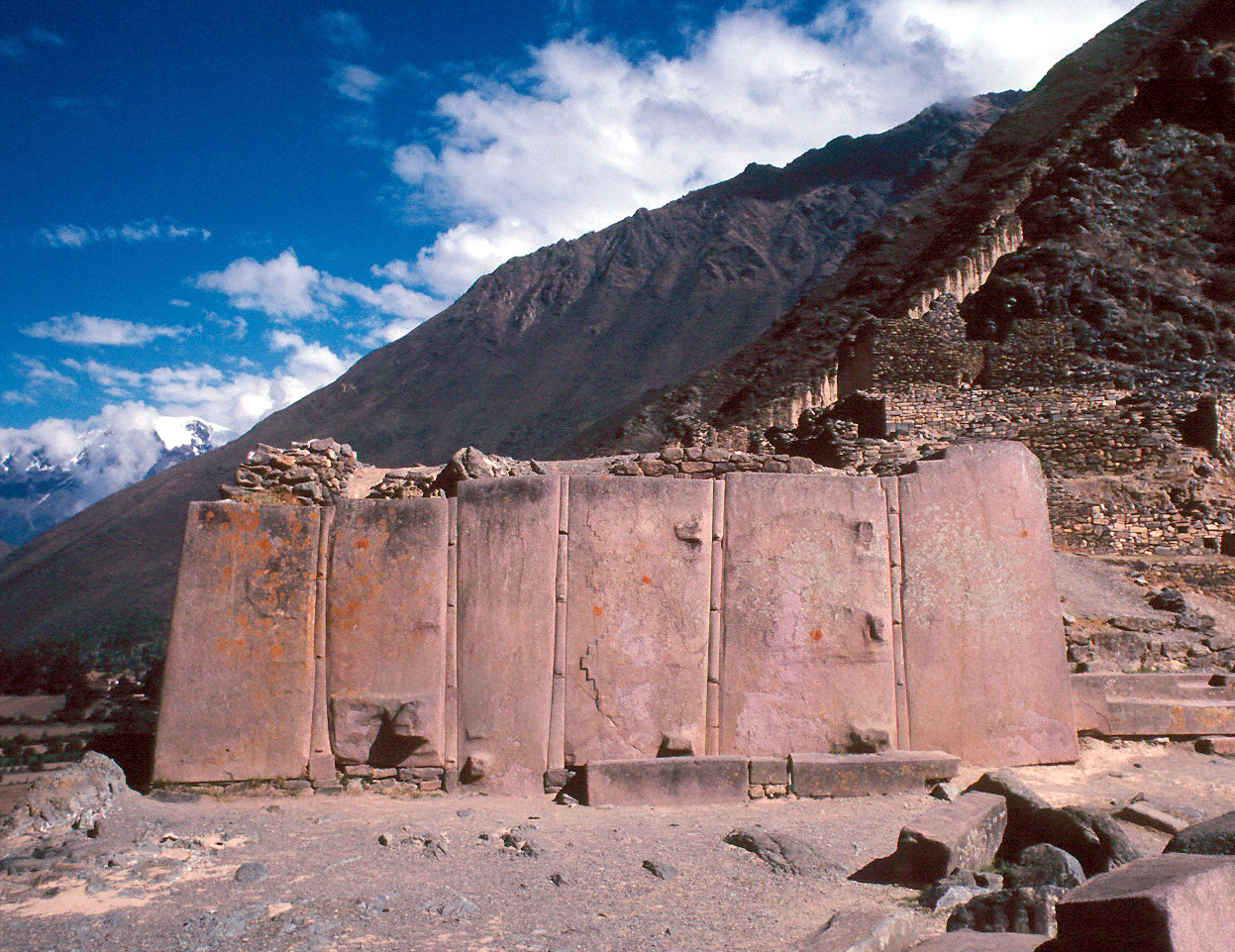
Le fameux mur des 6 monolithes de porphyre rouge, de plus de 3 m de haut (vestiges du temple d'Ollantaytambo). On distingue encore les restes de bas-relief, dont peut-être la croix carrée andine ou Chacana.

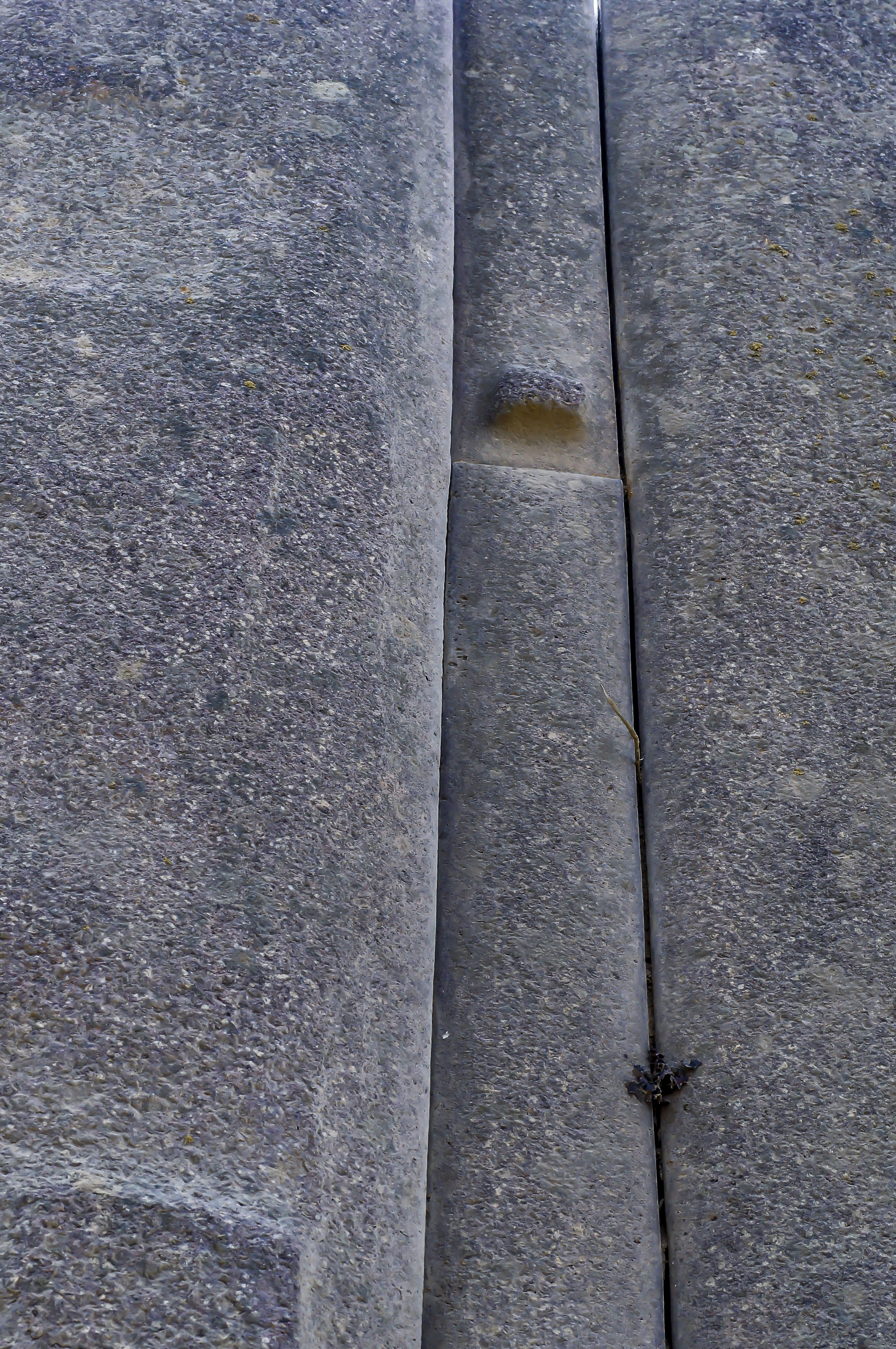
Gros-plan sur les joints de pierre pour l'assemblage des mêmes monolithes.

C'est l'un des seuls vestiges de l'architecture urbaine inca avec ses bâtiments, ses rues et ses patios. Dans la partie haute se trouvent les vestiges du temple, tout en porphyre rouge, les plus remarquables étant six blocs assemblés entre eux avec une grande précision par des blocs plus minces.
Le tableau suivant donne les dimensions, dans l’unité métrique, en commençant par celui situé à gauche : 
|                   | no 1   | no 2   | no 3   | no 4   | no 5   | no 6   |
| Hauteur           | 3,50 m | 3,26 m | 3,90 m | 3,68 m | 3,77 m | 4,05 m |
| Largeur à la base | 1,88 m | 1,43 m | 1,12 m | 1,73 m | 2,13 m | 2,16 m |
| Largeur en haut   | 1,64 m | 1,34 m | 1,20 m | 1,82 m | 2,07 m | 1,95 m |
| Épaisseur         | 1,21 m | 1,06 m | 0,70 m | 0,79 m | 0,76 m | 1,79 m |

Sur l'un d'eux on peut voir un signe serpentin en relief qui symbolise la Pachamama, la Terre-Mère.
Les différents sites archéologiques d'Ollantaytambo renferment des pierres travaillées avec une admirable perfection ; cependant certaines de ces constructions correspondent à une époque très ancienne et bien antérieure à l'histoire des Incas. Des analyses d’ADN ancien établissent la preuve d'un peuplement humain sur ce site au cours de la période 600 à 400 av. J.-C..

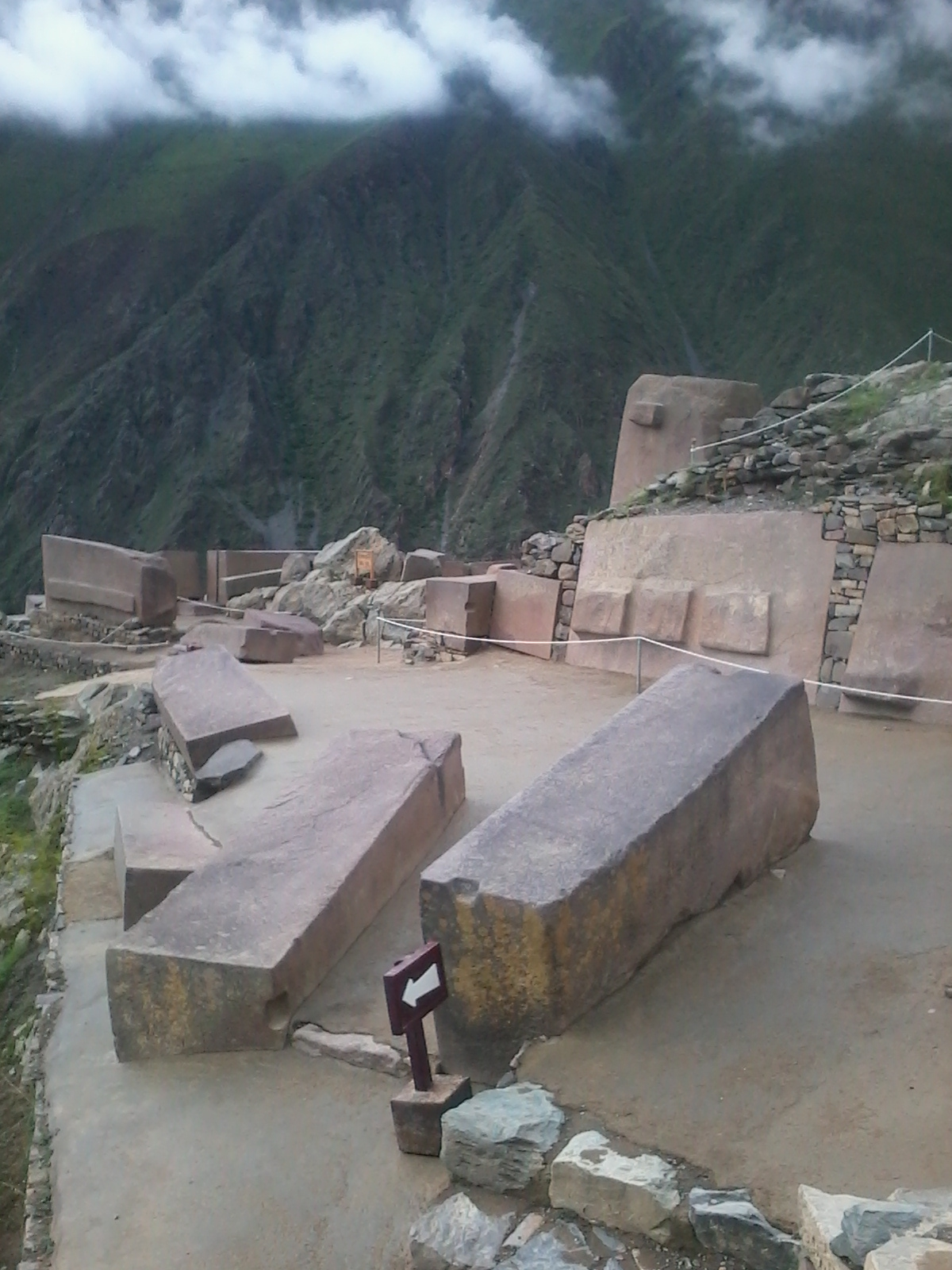
Blocs taillés de porphyre rouge gisant à Ollantaytambo.

La forteresse se compose de cinq étages de terrasses donnant sur le ravin, et de six sur la vallée, sans compter une longue muraille fortement épaisse qui lui sert de base. Vers le sommet, plusieurs blocs de porphyre rougeâtre de 5,44 m de long sur 1,46 m de haut gisent couchés sur le sol ; deux autres, disposés en angle droit, marquent l’entrée d’un souterrain qui aurait communiqué avec Cuzco (la ville impériale). Il existe dans le mur du cinquième rempart, dix niches ou guérites tournées vers Cuzco et une porte par laquelle on entre dans l'intérieur du fort.
Elles pourraient facilement être confondus avec le travail de Robert Guiscard datant du XIe siècle, car elles ne sont pas différentes des fortifications du Moyen Âge perchées sur les collines au-dessus de Salerne, en Italie, réalisées par ce chef combattant.

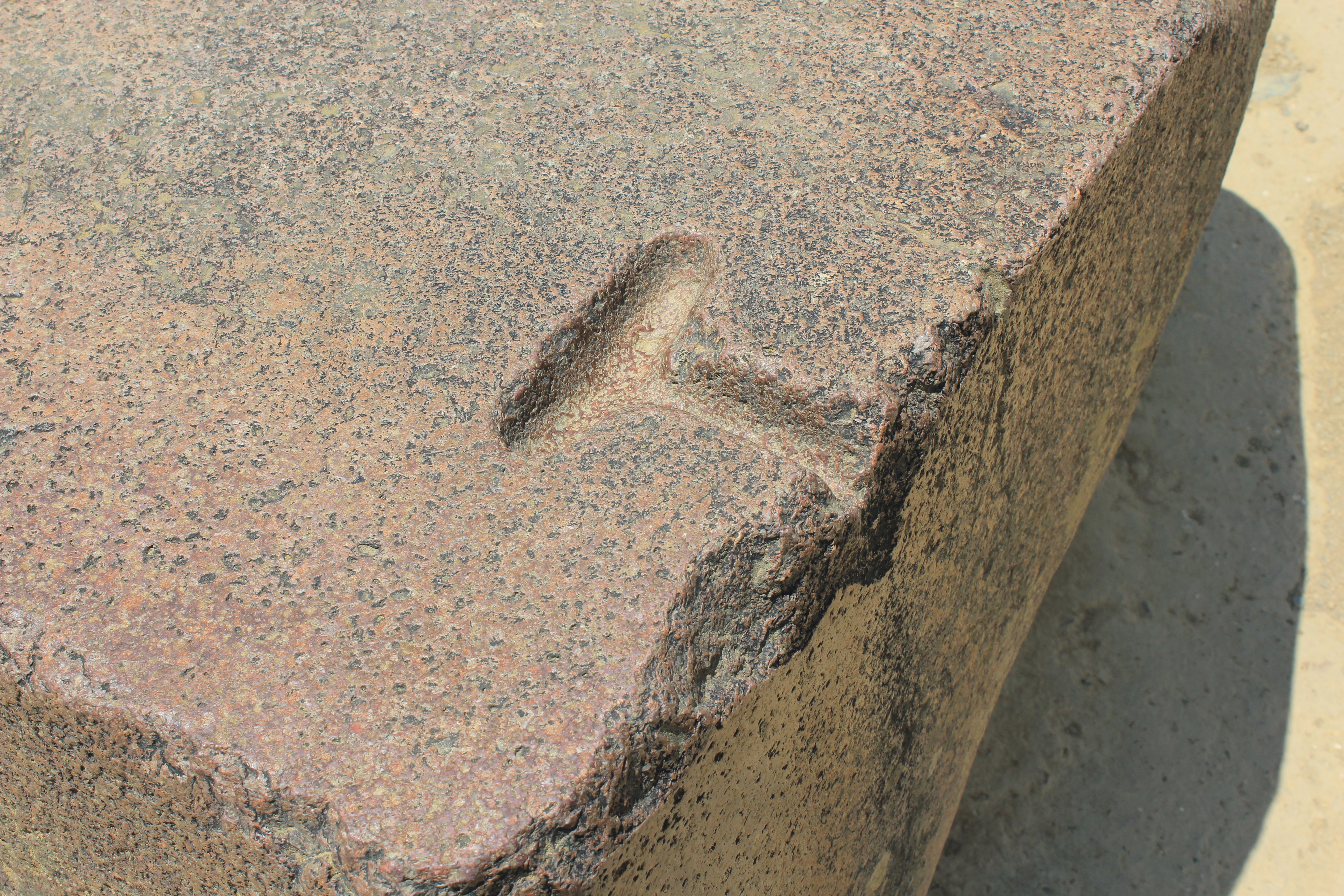
Roche de porphyre rouge taillée afin de recevoir la pince d’arrêt en « T », à Ollantaytambo.

La taille des pierres est plus merveilleuse encore qu'à Cuzco, quoique le porphyre qui a servi à la construction de la forteresse d'Ollantaytambo soit plus dur et plus difficile à travailler que le calcaire des remparts de la ville du Soleil.
Les blocs sont taillés presque dans la forme voulue et prêts à être installés. Parmi eux, on remarque à plusieurs endroits qu’ils sont travaillés afin de recevoir la pince d’arrêt en « T », comme cela existe dans les restes de Tiahuanaco.
La ville en elle-même a la forme d'un épi de maïs. Les maisons représentant les grains, qui eux-mêmes sont séparés par des canaux. Des maisons, privées de leurs toits, se dressent de tous côtés autour de la forteresse dans des endroits presque inaccessibles. Les unes sont longues et étroites, d'autres sont carrées. Elles ont des ouvertures qui devaient être des portes et des fenêtres. À l'intérieur, des niches sont pratiquées dans les murs. Elles sont bâties en schiste recouvert de boue jaunâtre. Les toits manquent car ils étaient faits de paille.
Dans les constructions ordinaires, en pierre brute ou en briques crues, l'épaisseur des murs ne dépasse pas 40 cm. Pour certains murs d'aqueduc, l'épaisseur a été portée jusqu'à 12 m à cause des tremblements de terre. Malgré leur variété et la grande quantité de bois qu'ils possédaient, les Péruviens en faisaient très peu usage dans les constructions et en limitaient l'emploi aux portes, aux fenêtres et aux toits; ils employaient aussi des roseaux.
Les mesures employées par les anciens Péruviens étaient une variété de la brasse et ses divisions. Les Aymaras et les Quechuas appelaient « loca » la longueur du bras, soit 60 à 65 cm et « vicu » la longueur mesurée entre le pouce et l'index, c'est-à-dire le quart de la loca. Pour la mesure des terrains les Quechuas employaient le « tupu », ou superficie carrée de 100 locas de côté.

## Construction

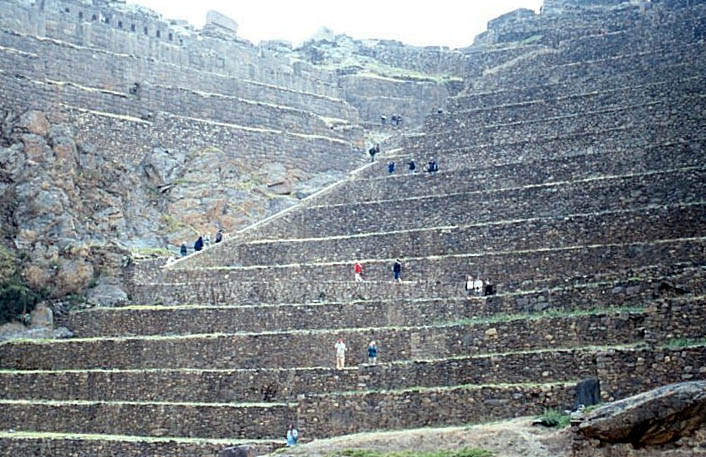
Terrasses d'Ollantaytambo.

D’aucuns ont qualifié ces murailles de cyclopéennes,.
La carrière d'où les Incas ont tiré leurs matériaux pour construire les fortifications est située de l'autre côté d’un torrent, à une hauteur prodigieuse (des blocs taillés et prêts à être enlevés attestent que la forteresse est restée inachevée). Dans la carrière on divisait la pierre, en la chauffant, suppose-t-on, par la combustion de paille, et ensuite par une projection d'eau froide, qui déterminait la rupture en morceaux de toutes dimensions.
Les outils employés par les anciens Péruviens pour la taille des pierres étaient les uns en alliage de cuivre durci, d'autres en pierre très dure. Les premiers avaient la forme de nos ciseaux, c'est-à-dire qu'une des extrémités se terminait en pointe, et l'autre en forme de couteau. Il existe aussi des haches du même alliage de cuivre, dont le bord est arrondi et dont le manche s'introduisait dans un trou ménagé au travers du métal, de manière à rester perpendiculaire au plan vertical passant par le bord. Quelques-uns de ces instruments sont remarquables par leur dureté. Pour sculpter la pierre et y produire des bas-reliefs, on couvrait avec de la cendre les lignes du dessin qui devaient rester en relief ; ensuite on chauffait toute la surface. Les parties de la pierre qui étaient soumises immédiatement au feu se décomposaient, et faisaient des creux plus ou moins profonds, tandis que la superficie garantie par la cendre, corps mauvais conducteur de la chaleur, restait intacte. Pour finir son travail, le sculpteur n'avait plus qu'à repasser légèrement avec son ciseau en métal.
Ces blocs immenses ont été transportés de l'élévation où est située la carrière vers le sommet de la colline de Tambo. Ce qui est plus admirable encore, c'est que les pierres taillées arrivaient intactes à leur destination. Ni les distances, ni la dimension et le poids des matériaux, ni les obstacles de tout genre comme les torrents à franchir ou les montagnes à escalader, n'arrêtaient les travaux des incas. Le peu de documents qui ont survécu de cette histoire nous incite à considérer que les blocs furent transportés et montés jusqu'au temple par un système de plans inclinés dont on augmentait la longueur, à mesure que le travail gagnait en hauteur. On employait aussi, à cet effet, des cordes, des câbles, des aussières et des contrepoids ; encore aujourd'hui Quechuas et Aymaras savent tresser des cordages si solides qu'ils construisent des ponts traditionnels grâce à ce matériau végétal.
Toutefois la réussite de ces vastes entreprises ne pouvait être assurée que par la grande cohésion de la société inca. Pour bâtir les maisons particulières, tout un ayllu se regroupait, mais pour des édifices publics tels les temples et forteresses, toute une ville se mettait à l'œuvre, voire une ou plusieurs provinces, s'il le fallait ; de cette sorte, on suppléait la simplicité des technologies par la puissance du nombre et par les immenses ressources que l'art nous présente aujourd'hui. La population inca est estimée à 10 millions d’habitants environ.
Les blocs de porphyre épars dans la campagne depuis la carrière qui se trouvent à 6 km d'Ollantaytambo, indiquent la route que suivaient les Incas pour les transporter.
L'incompréhension des Européens face à ces prouesses, le faible nombre d'études d'archéologie expérimentale ainsi que la tendance à spéculer ont donné naissance, ici comme partout où le mégalithisme est présent, à de nombreux mythes, allant de l'intervention d'architectes extraterrestres jusqu'au préjugé très répandu selon lequel les Incas ne faisaient pas usage de mortier pour unir et cimenter les pierres de leurs édifices. Ils en avaient, au contraire, de plusieurs sortes. Pour les palais, les temples et tous les autres édifices en pierre de taille, ils employaient, au lieu de mortier, une terre très soluble et tenace, nommée lancac allpa (ou bien un mélange de chaux dénommé iscu), qu'ils brûlaient et qu'ils éteignaient comme cela se pratique pour certains bitumes mais dont l'usage s'est perdu.
Le plâtre (pachachi) s'employait de plusieurs façons. Quelquefois il était mélangé à une espèce de bitume très abondant dans quelques régions du Pérou. Il formait une pâte qui durcissait rapidement et cimentait très fortement. Le mélange de chaux (iscu) et de ce bitume servait pour la construction des canaux d'irrigation. Les argiles servaient à faire des briques crues et les ciments.

## Transport
L'une des raisons pour lesquelles les Incas allaient chercher leurs matériaux de construction à de grandes distances est qu'ils ne voulaient pas construire avec la pierre qui se trouvait dans le soubassement du pays, car elle était trop friable, trop sujette à tomber en poussière et à s'effriter[source insuffisante].
Il existe un pont suspendu en corde tressée qui permettait d’accéder aux terrasses supérieures. Il n’est plus utilisé depuis longtemps mais il est resté bien conservé.
Les anciens Péruviens étaient très habiles au transport des pierres sur une distance considérable (plusieurs centaines de kilomètres) par l’intermédiaire de troncs d’arbres et de cordes. Les pierres taillées étaient transportées sur des chariots, à l'aide de sangles, tirés par des bœufs ou des animaux d'attelage comme les lamas.

## Tourisme
Le site obtient en 2021 le label Meilleurs villages touristiques de l'Organisation mondiale du tourisme.